# 奧爾良的阿代拉伊德 (1777年—1847年)
奧爾良的阿代拉伊德（法語：Adélaïde d'Orléans，1777年8月23日—1847年12月31日），奧爾良公爵路易-菲利普二世的女兒，法國末代國王路易-菲利普一世的妹妹。
法國大革命期間阿代拉伊德的父親遭到革命者逮捕並處死，阿代拉伊德被迫流亡國外。1814年，她與哥哥路易-菲利普回到法國巴黎。阿代拉伊德一直對哥哥相當忠誠，經常提供路易-菲利普政治上的建議。七月革命時，阿代拉伊德說服路易-菲利普接受法國王位，在君主主義者與共和黨人之間建立折衷的君主立憲制。
阿代拉伊德終生未婚，1847年於巴黎杜樂麗宮去世，享年70歲。